# The Retirement Plan
The Retirement Plan es una película de suspense y crimen estadounidense de 2023 dirigida y escrita por Tim Brown. Está protagonizada por Nicolas Cage, Ron Perlman y Ashley Greene. Fue estrenada en Estados Unidos el 15 de septiembre de 2023.

## Sinopsis
Ashley y su pequeña hija Sarah deben buscar ayuda del padre separado de Ashley, Matt, cuando terminan en medio de una empresa criminal que amenaza sus vidas. Matt vive la vida de un vagabundo retirado en la playa en las Islas Caimán cuando lo rastrean, pero pronto lo encuentran el jefe criminal Donnie y su lugarteniente Bobo. Cuanto más tiempo pasa Ashley con Matt, se da cuenta de que él tiene un pasado secreto del que ella no sabía nada.

## Reparto
- Nicolas Cage como Matt[1]
- Ashley Greene como Ashley[1]
- Thalia Campbell como Sarah
- Ron Perlman como Bobo[1]
- Jackie Earle Haley como Donnie[1]
- Ernie Hudson como Joseph
- Gracia Byers como Hector Garcia
- Lynn Whitfield como Francine Drisdale
- Joel David Moore como Fitzsimmons[1]
- Jordan Johnson-Hinds como Jimmy
- Rick Fox como Christopher

## Producción
Producida por William G. Santor, director ejecutivo de Productivity Media, y Nicholas Tabarrok, presidente de Darius Films, quienes tienen un acuerdo para varias películas con las autoridades locales de las Islas Caimán. La película se rodó en locaciones de las Islas Caimán en 2021.

## Estreno
The Retirement Plan fue estrenada en Estados Unidos el 15 de septiembre de 2023. Anteriormente estaba previsto que se estrenara el 25 de agosto de 2023.